# Småtjärnarna, Västmanland
Småtjärnarna är en sjö i Ljusnarsbergs kommun i Västmanland och ingår i Norrströms huvudavrinningsområde. Sjön är 6 meter djup, har en yta på 0,049 kvadratkilometer och befinner sig 309,9 meter över havet.